# 2 Dywizja Lekka (III Rzesza)
2 Dywizja Lekka (niem. 2. leichte Division) – niemiecka lekka dywizja pancerna, w 1939 roku uczestniczyła w agresji na Polskę.

## Historia
Dywizja została sformowana zgodnie z rozkazem z dnia 10 listopada 1938 roku w Gerze. 
W trakcie ataku na Polskę walczyła w składzie XV Korpusu Armijnego 10 Armii. 1 września 1939 roku znajdowała się w rejonie Koszęcin i Kalet atakując pozycje Krakowskiej Brygady Kawalerii. Udało się jej zepchnąć Polaków na główną linie obrony w Woźnikach. Dnia 3 września rozwinęła natarcie na Janów – Lelów – Pradła. Do 4 września dywizja atakowała cofającą się polską Krakowską BK. Tego dnia dywizja zajęła Koniecpol i Szczekociny, a jej patrole dotarły do rubieży Sędziszów – Kozłów. 5 września dywizja starła się na przedpolach Kielc z oddziałami zgrupowania płk. Glabisza i spychając je zdobyła miasto około godziny 12.00. Dnia 6 września oddział wydzielony dywizji skierował się na Chmielnik–Daleszyce–Świętą Katarzynę, dalej walcząc z grupą płk. Glabisza. 8 września dywizja, po zajęciu Skarżyska-Kamiennej, ruszyła na Szydłowiec prowadząc walki z oddziałami 3, 36 i 12 Dywizji Piechoty.
Po zakończeniu walk w Polsce, powróciła do Gery, gdzie na podstawie rozkazu z dnia 18 października 1939 roku została przekształcona w 7 Dywizję Pancerną.

## Zbrodnie wojenne
W czasie agresji na Polskę żołnierze 2 Dywizji Lekkiej 4 września 1939 roku w Opatowcu zabili 45 polskich jeńców, kolejnej zbrodni dopuścili się 12 września gdy rozstrzelali pięciu polskich jeńców w Starych Kozłowicach.

## Dowódca
- gen. mjr Georg Stumme (1938–1939)

## Struktura organizacyjna
- 6 pułk strzelców kawalerii (Kavallerie-Schützen-Regiment 6)
- 7 pułk strzelców kawalerii (Kavallerie-Schützen-Regiment 7)
- 7 zmotoryzowany pułk rozpoznawczy (Aufklärungs-Regiment. (mot.) 7)
- 66 batalion pancerny (Panzer-Abteilung 66)
- 78 pułk artylerii (Artillerie-Regiment 78)
- 58 batalion pionierów (Pionier-Bataillon 58)
- 3/29 batalionu łączności (3./Nachrichten-Abteilung 29)